# Merostomata
Merostomata (merostomados) é um táxon tradicionalmente usado como subclasse que agrupa duas linhagens bem conhecidas de artrópodes quelicerados: a extinta linhagem Eurypterida (chamados de escorpiões-marinhos) e as poucas espécies viventes de Xyphosura (conhecidos como límulos). Apesar de bem popularizada dentre estudiosos e curiosos sobre estes animais, oficialmente o uso deste táxon vem sendo abandonado, por ter sido demonstrado parafilético, uma vez que não inclui os demais descendentes presentes na classe Arachnida (escorpiões, aranhas, ácaros e outros).
Alguns especialistas sugerem alterar o uso do termo, ou mesmo suprimi-lo como um sinônimo de apenas Xyphosura. A tendência atual da interpretação da evolução do grupo é de agrupar Eurypterida ao menos três passos evolutivos mais distante dos límulos, como grupo irmão de Arachnida dentro de Sclerophorata, e este como grupo irmão dos ditos Chasmataspidida dentro de Dekatriata, que relaciona-se com Xiphosura indiretamentente, dentro de Planaterga (agrupando a maioria dos Trilobitomorpha extintos). Em suma, uma interpretação menos intuitiva mas mais organizada na direção de reconstruir a história natural evolutiva destes animais.
A qualquer modo, conforme o grupo foi entendido tradicionalmente, os merostomados teriam evoluído no Câmbrico inferior, há cerca de 570 milhões de anos, tendo sido um dos grupos dominantes nos oceanos Paleozóicos. Sendo superficialmente parecidos com outras linhagens de artrópodes marinhos extintos (geralmente os Trilobitomorpha), o grupo caracteriza-se pela região anterior do corpo (o prossoma) recoberto por um escudo largo e duro como uma carapaça, apresentando a região posterior do corpo (o opistossoma) indiviso ou subdividido em mesossoma e metassoma, com uma longa projeção caudal aguda, por vezes chamado (erroneamente) de télson devido a uma semelhança com a estrutura do autêntico télson dos artrópodes crustáceos. Enquanto o télson dos crustáceos é uma estrutura pós anal associada ao pigídio, o espinho caudal dos Xiphosuras e Eurypteridos são, na verdade, uma projeção dorsal aparece ao final do corpo devido a perda de segmentos ao longo da evolução do grupo. Apresentando apêndices laminares que funcionam como brânquias foliáceas, todos os merostomados são artrópodes quelicerados exclusivamente aquáticos, que era a principal característica unindo o grupo, assumindo uma única transição de habitats para o meio terrestre, em Chelicerata.
1. Sistemática Tradicional

- Ordem Xiphosura
  - Sub-ordem Limulina
    - Família Limulidae
      - Gênero Carcinoscorpius
      - Gênero Limulus
      - Gênero Taschypleus
- Ordem Eurypterida (toda extinta)
  - Sub-ordem Stylonurina
    - Superfamília Rhenopteroidea
    - Superfamília Stylonuroidea
    - Superfamília Kokomoteroidea
    - Superfamília Mycteropoidea

  - Sub-ordem Eurypterina
    - Superfamília Moselopteroidea
    - Superfamília Alkenopteroidea
    - Superfamília Anychopterelloidea
    - Superfamília Eurypteroidea
    - Infraordem Diploperculata